# Пієрс (округ, Джорджія)
Шаблон:StateAbbr_ 31°22′ пн. ш. 82°13′ зх. д. / 31.36° пн. ш. 82.22° зх. д.
Округ Пієрс (англ. Pierce County) — округ (графство) у штаті Джорджія, США. Ідентифікатор округу 13229.

## Історія
Округ Пієрс було засновано в 1857 році. Округ отримав свою назву на честь 14-го президента США Франкліна Пірса.

## Демографія
За даними перепису
2000 року
загальне населення округу становило 15636 осіб, зокрема міського населення було 3658, а сільського — 11978.
Серед мешканців округу чоловіків було 7693, а жінок — 7943. В окрузі було 5958 домогосподарств, 4439 родин, які мешкали в 6719 будинках.
Середній розмір родини становив 3,06.
Віковий розподіл населення поданий у таблиці:
| Стать    | До 15 років | 15-21 | 22-29 | 30-39 | 40-49 | 50-65 | 65-85 | Понад 85 |
| -------- | ----------- | ----- | ----- | ----- | ----- | ----- | ----- | -------- |
| Чоловіки | 1792        | 803   | 766   | 1111  | 1121  | 1326  | 721   | 53       |
| Жінки    | 1634        | 720   | 777   | 1146  | 1130  | 1407  | 967   | 162      |

## Суміжні округи
- Апплінг — північ
- Вейн — північний схід
- Брентлі — південний схід
- Вер — захід
- Бейкон — північний захід